# Choroterpes atlas
Choroterpes atlas is een haft uit de familie Leptophlebiidae. De wetenschappelijke naam van de soort is voor het eerst geldig gepubliceerd in 1983 door Soldán & Thomas.
De soort komt voor in het Palearctisch gebied.